# Hooded Menace
Hooded Menace (с англ. — «Скрытая угроза») — финская дэт-дум-метал-группа, основанная в 2007 году в городе Йоэнсуу. На творчество и стилистику группы большое влияние оказали европейские фильмы ужасов 1970-х годов и, в частности, серия «Слепые мертвецы».

## История
Hooded Menace была основана летом 2007 года в финском городе Йоэнсуу гитаристом Лассе Пююккё, который был известен по своей работе с дэт-метал-группой Phlegethon. Своим названием группа обязана одному из менеджеров их первого лейбла Razorback Records. Пююккё позднее говорил, что это название было сильно вдохновлено серией испанских фильмов ужасов «Слепые мертвецы», а именно фильмом «Могилы слепых мертвецов». В том же году группа записала двухпесенное демо The Eyeless Horde, которое в следующем году было выпущено в виде семидюймового винилового мини-альбома чешским лейблом Doomentia Records. Их первый дебютный альбом Fulfill the Curse был выпущен в 2008 году на лейбле Razorback Records, однако широкое признание к ним пришло с подписанием контракта с Profound Lore Records и выходом на нём второго альбома Never Cross the Dead в 2010 году.
После выхода второго альбома Hooded Menace приняли участие в нескольких сплит-альбомах, в том числе с такими коллективами, как Asphyx, Ilsa, Horse Latitude и Coffins. В 2011 году группа подписала контракт с лейблом Relapse Records и в январе 2012 года начала запись третьего альбома в собственной студии Horrisound Studios. Effigies of Evil вышел в сентябре того же года одновременно с мини-альбомом Necrotic Monuments. 19 декабря 2014 года Hooded Menace выпустили сборник Gloom Immemorial, содержащий весь их материал, выпущенный в виде сплит-альбомов.
В апреле 2015 года группа за менее, чем месяц, записала свой четвёртый студийный альбом Darkness Drips Forth. Продюсером пластинки стал Крис Филдинг, работавший до этого с Electric Wizard, Napalm Death и Moss. На Филдинга группа вышла по совету Стива Миллса, участника группы The Wounded Kings, и Hooded Menace пригласили его для работы над сплитом A View from the Rope 2014 года. Работа над сплит-альбомом проходила удалённо между продюсером и группой, что, однако, вызывало свои трудности в производственном процессе, поэтому запись Darkness Drips Forth проходила в студии Филдинга, Skyhammer Studios, в Великобритании. Darkness Drips Forth также является первым альбомом группы, записанным в полном составе, когда как в записях предыдущих релизов участвовали только Лассе Пююккё и Пекка Коскело. Мастеринг пластинки проходил в родном городе группы, Йоэнсуу, под руководством давнего звукоинженера группы, Микко Саастамойнена. В конечном счёте, Darkness Drips Forth был выпущен 30 октября 2015 года. В его поддержку группа отправилась в свой первый полноценный европейский тур с группами Mourning Beloveth и Shores Of Null.
В 2016 году в группу пришёл вокалист Харри Куокканен, заменивший Пююккё на вокале. К августу 2017 года группа закончила запись своего пятого студийного альбома, Ossuarium Silhouettes Unhallowed, являющийся первым альбомом группы, на котором не поёт Пююккё. В отличие от предыдущего альбома, запись проходила в Финляндии под руководством Хайме Гомеса Арельяно (работавшим с Cathedral, Paradise Lost и Ghost). Запись альбома предварял переезд коллектива из своего родного города в Хельсинки, что вызвало ряд сложностей для давнего барабанщика группы, Пекки Коскело. В итоге он принял решение покинуть коллектив, однако согласился записать партии ударных для готовящегося альбома. Его заменил Отсо Укконен. В 2017 году к коллективу присоединился Антти Поутанен, заменив Лассе Пююккё на посту бас-гитариста. Ossuarium Silhouettes Unhallowed вышел 26 января 2018 года на лейбле Season of Mist.
27 августа 2021 года вышел шестой студийный альбом группы, The Tritonus Bell.

## Музыкальный стиль
На творчество Hooded Menace большое влияние оказала шведские пионеры дум-метала Candlemass. Лидер группы Лассе Пююккё вспоминал, что ещё в своей предыдущей группе, Phlegethon, он вместе с Crimson Executioner и The Hunchback джемовал песни Candlemass с гроулингом вместо чистого вокала, и, вдохновившись результатом, они решили организовать отдельный дэт-дум-метал проект, которым и стал Hooded Menace.
Помимо Candlemass среди других источников влияния группа отмечала такие коллективы, как Cathedral, Autopsy, Asphyx, ранних Paradise Lost, Winter и Black Sabbath. Также большое влияние на тексты и стилистику Hooded Menace оказала испаноязычная серия фильмов ужасов «Слепые мертвецы» и другие европейские хорроры 1970-х годов. При создании шестого альбома, The Tritonus Bell, лидер коллектива Лассе Пююккё вдохновлялся классическим хеви-металом 80-х, наподобие King Diamond, Mercyful Fate и творчеством Оззи Осборна, что привело к изменению звучания группы в сторону большей мелодичности.

## Состав

### Текущий состав
- Лассе Пююккё — гитара (2007—настоящее время), вокал (2007—2010, 2011—2016), бас-гитара (2010, 2011—2012, 2018—настоящее время)
- Пекка Коскело — ударные (2009—2010, 2011—2017, 2018—настоящее время)
- Теему Ханнонен — гитара (2012—настоящее время)
- Харри Куокканен — вокал (2016—настоящее время)

### Бывшие участники
- Crimson Executioner — бас-гитара (2007—2009)
- The Hunchback — ударные (2007—2009)
- Джори Сара-ахо — бас-гитара (2009, 2010), ударные (2010—2011)
- Антти Салминен — бас-гитара (2010—2011)
- Оула Керкеля — вокал (2010—2011)
- Маркус Макконен — бас-гитара (2012—2016)
- Антти Поутанен — бас-гитара (2017—2018)
- Отсо Укконен — ударные (2017—2018)

## Дискография

### Студийные альбомы
- Fulfill the Curse (2008)
- Never Cross the Dead (2010)
- Effigies of Evil (2012)
- Darkness Drips Forth (2015)
- Ossuarium Silhouettes Unhallowed (2018)
- The Tritonus Bell (2021)

### Мини-альбомы
- Necrotic Monuments (2012)
- Labyrinth of Carrion Breeze (2014)

### Сборники
- Gloom Immemorial (2015)

### Сплит-альбомы
- Hooded Menace / Anima Morte (2010)
- Hooded Menace / Coffins (2010)
- Hooded Menace / Ilsa (2011)
- Asphyx / Hooded Menace (2011)
- Hooded Menace / Horse Latitudes (2012)
- A View from the Rope вместе с Loss (2014)
- Hooded Menace / Algoma (2017)

### Демо
- The Eyeless Horde (2007)